# Unión de Kalmar
Por Unión de Kalmar se conoce al Estado dinástico nórdico surgido a raíz de la fusión de las tres monarquías nórdicas (Dinamarca, Suecia y Noruega) en una misma persona, la reina Margarita I de Dinamarca, reina de Noruega y Dinamarca en 1387, y designada como reina de Suecia en 1397. La Unión de Kalmar llegó a abarcar en superficie un total de aproximadamente 3 000 000 km².
Los reinos escandinavos intentaron en diversas ocasiones, a lo largo del siglo xiv, llegar a la unidad política mediante enlaces matrimoniales. La primera Unión se logró en 1319 entre noruegos y suecos. Más tarde los tres reinos formarían parte de la Unión con el matrimonio en 1363 entre Margarita de Dinamarca y Haakon VI de Noruega, por aquel entonces también rey de Suecia.
De esta forma, se originó un gran reino nórdico que englobaba no solo los actuales reinos que lo formaban, sino además sus territorios dependientes, como Groenlandia, Islandia, las Islas Feroe (entonces dependientes de Noruega) y Finlandia (perteneciente a Suecia).
Sin embargo, el reino nórdico no llegó a consolidarse debido al recelo de la aristocracia sueca hacia Dinamarca, que ejercía de potencia dominante dentro de la Unión. Tras varias revueltas de los suecos (en 1444-1446, en 1464 y la definitiva revuelta de 1521), la Unión se disolvió en 1523 con la elección de Gustavo Vasa como rey de Suecia. Dinamarca y Noruega, por su parte, permanecieron unidas hasta 1814.

## Historia

### Formación de la Unión

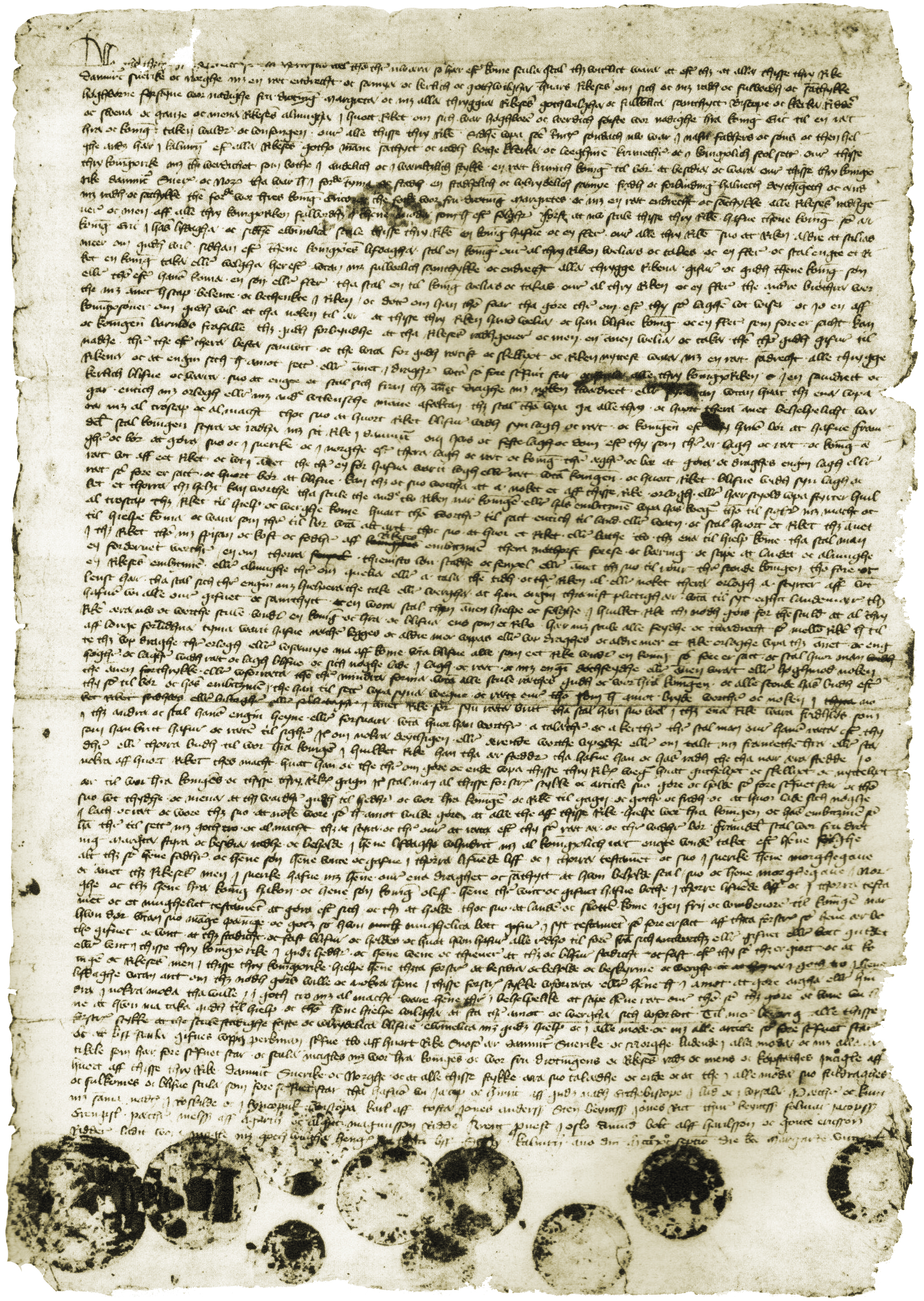
Carta de Unión de julio de 1397.

El proceso que culminaría con la unión de Kalmar comenzó con el rey danés Valdemar IV Atterdag, quien al verse tan solo con dos hijas mujeres y ningún heredero varón tras la muerte de su hijo Cristóbal en 1363 (durante la guerra danesa-hanseática), comenzó una política matrimonial para asegurar las posiciones de sus hijas en el reino, así, Margarita Valdemarsdotter, su hija pequeña, se casa cuando ella tenía diez años con Haakon VI.
En el año 1370, Margarita tiene a su único hijo, Olaf. Al morir Valdemar IV de Dinamarca en 1375, Olaf sucedía al año siguiente a su abuelo en el trono danés, pero por la pronta edad de este, que tenía seis años en ese momento, su madre Margarita ejerció la regencia en el reino danés. En 1380 moriría también Haakon VI, lo que dejaba a Margarita viuda y a Olaf como rey de Noruega, aunque al continuar siendo demasiado joven (diez años contaba en esta ocasión), Margarita asumió la regencia de este nuevo reino. Los reinos de Noruega y Dinamarca, con el apoyo de la Liga Hanseática, quedaban entonces unidos bajo el reinado de Olaf y la regencia de su madre
En 1387, la muerte prematura del joven Olaf, quien tan solo tenía diecisiete años, desemboca en una situación tensa en ambos países que quedan sin gobernantes. Tras una semana, Dinamarca, en honor a la regencia que había ejercido Margarita, la escoge como su reina soberana, a los meses, en 1388, los noruegos hacían lo mismo.
Al verse con las dos coronas por derecho propio, Margarita no dudó en reclamar para su persona el reino de Suecia, del cual tenía derechos, ya que lo había administrado como reina consorte cuando se casó con Haakon VI (quien era correy de Suecia). Por tanto, desafió al usurpador Alberto III de Mecklemburgo, quien había llegado al trono sueco. Apoyada por buena parte de la nobleza local, Margarita venció a Alberto en la batalla de Alse, en el actual municipio sueco de Falköping, el 24 de febrero de 1389.
Ocho años más tarde de aquel suceso, el 20 de julio de 1397, el poder de la reina Margarita sobre los tres países se afianzó con la Unión de Kalmar, por la cual los consejos de cada reino firmaban esa acta de unión en la cual se plasmaba la unidad de los tres reinos.

### Margarita, reina de Kalmar
Tras la firma del acta que constituyó la Unión de Kalmar, Margarita comenzó a gobernar sobre Escandinavia al estilo de otros gobernantes europeos, intentando imitar las políticas centralistas que se comenzaban a dar en otros estados.
Esta realidad produjo una situación de relativa paz entre los estados escandinavos, muy acostumbrados a mantener luchas entre sí. Esto permitió bajar el gasto militar de los monarcas, al tiempo que seguían pudiendo desplegar una fuerza de tamaño considerable contra sus enemigos, como en el caso de la campaña militar de Margarita contra el condado de Holstein de cara a conseguir el ducado de Schleswig.
Otra de las pretensiones de Margarita fue la isla de Gotland, que fue ocupada por miembros de la Orden Livona, y más tarde pasó a manos de la Orden Teutónica, la cual mantenía varios territorios previos de Dinamarca que les fueron vendidos por el padre de Margarita. Ella consiguió hacer un trato de compra a la Orden de los teutones para la isla de Gotland, la cual engrosó los territorios daneses ya en el reinado de Erico de Pomerania, dato que a Suecia, a quien pertenecía tradicionalmente la isla, no sentó muy bien.

### Los sucesores de Margarita

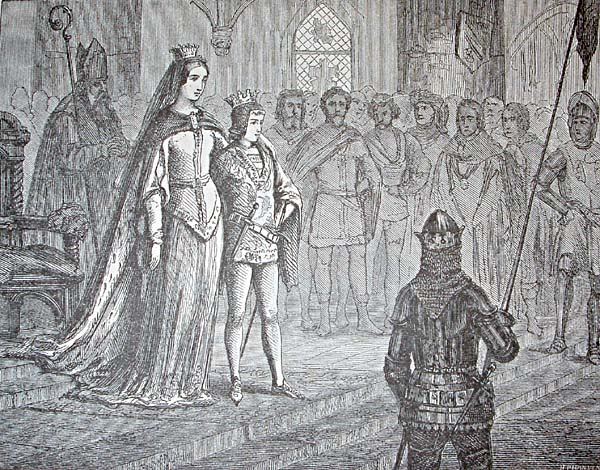
Erico de Pomerania siendo nombrado sucesor de Margarita I de Kalmar.

Margarita no se volvió a desposar, por lo que no volvió a tener descendencia que pudiese heredar su vasto reino. Debido a ello, decidió nombrar a un sucesor en vida para salvaguardar a la Unión de Kalmar de una posible guerra intestina para decidir sus sucesor posteriormente a su muerte.
Por esa razón, el 17 de junio de 1397 nombró a Erico de Pomerania como nuevo rey de Kalmar, si bien no abandonó su trono hasta la fecha de su fallecimiento, el 28 de octubre de 1412, cuando tenía 55 años y estaba en medio de su campaña contra Holstein.

#### Erico de Pomerania

Escudo de armas de Erico de Pomerania.

En 1412 llegó Erico a los tronos danés, noruego y sueco, tras lo cual continuó la campaña contra el Condado de Holstein. Fue aquí donde demostró estar lejos de la capacidad de su predecesora en el cargo, pues la campaña dañó la economía de Kalmar sin que esto se tradujese en la incorporación de nuevos territorios a la corona.
Diplomáticamente sí demostró ser más habilidoso, consiguiendo que en 1424 un decreto imperial lo reconociese soberano de toda la península de Jutlandia, si bien el condado de Holstein jamás aceptó el decreto ni lo reconoció, por lo que le quedó como un simple honor sobre el papel que jamás se dio en la práctica.
Tras el decreto imperial, tomó algunas decisiones de gran relevancia para Dinamarca, su reino de Kalmar favorito, como el establecimiento de peajes en el estrecho de Oresund, que sirvió para sanear las cuentas reales de Dinamarca y la adhesión de la ciudad de Copenhague en las pertenencias danesas, lo que años más tarde será decisivo para establecer dicha ciudad como capital danesa.
Tras estas muestras de genio diplomático, volvió a demostrar sus pocas habilidades militares enfrentándose navalmente a la Liga Hanseática para establecer la potencia naval vikinga sobre el mar Báltico. No consiguió ese objetivo, dejando en el camino la flota danesa destrozada al igual que su economía nuevamente puesta en crisis, aunque esta vez la economía de Suecia también se puso en crisis debido a tener que depender de ella en las últimas etapas de la guerra.
Esas derrotas, unidas a su costumbre de inmiscuirse en temas de la iglesia al nombrar obispos de habilidad dudosa pero políticamente cercanos a él, al igual que a poner nobles opresores y fieles a él, caso del gobernante de Suecia, conseguiría que su gobierno se volviese realmente impopular en Suecia, donde el futuro desmembramiento de la Unión se empezó a prever. Además, su disposición a las pretensiones de Holstein y de la Liga Hanseática le hizo impopular en Dinamarca también, lo que le obligó a afincarse en la isla de Gotland. Pero finalmente fue depuesto como rey de Kalmar en 1439. Su sucesor sería Cristóbal de Baviera, quien tuvo que hacer frente a los actos de piratería dirigidos por Erico, que usó Gotland como su cuartel general de piratería en el báltico.

#### Cristóbal de Baviera
Cristóbal de Baviera fue rey de Kalmar durante un corto periodo de tiempo, apenas siete años. Estos años estuvieron marcados por la miseria económica derivada de los desastres militares del anterior rey.
Lo más destacable de su reinado fue que consiguió la aceptación de los nobles de los tres países (puesto que a su llegada en 1439 solamente era rey de Dinamarca, no sería hasta 1442 que se convirtió en rey de los tres países, y por tanto de Kalmar). Esto tratados con los tres países para convertirse en rey legítimo de Kalmar derivó en una vuelta positiva en las relaciones internas de Escandinavia, que fue realmente lo más notable del corto reinado de Cristóbal.

#### Cristián I de Dinamarca
Tras la muerte de Cristóbal, la Unión de Kalmar tuvo una crisis de unidad, debido a la falta de herederos directos, los reinos volvieron a quedar separados en sus políticas. El consejo danés eligió al señor feudal Adolfo VIII de Holstein (el más poderoso noble de toda Jutlandia) como rey de Dinamarca, pero este declinó el honor y propuso a su sobrino Cristián de Oldemburgo.
Por su parte, los suecos, que ya no estaban muy por la labor de continuar el proyecto unitario debido a que se sentían menospreciados por los favoritismos que manifestaban los gobernantes por Dinamarca, dejando a Suecia como una simple provincia más del reino, eligieron a Carlos Knutsson como rey de Suecia, quien quiso recuperar el proyecto de la Unión de Kalmar, pero erigiéndose él como rey de Kalmar y adoptando la capital en Suecia, en vez de en Dinamarca.
Cristian quiso mantener la unidad de Kalmar, y por ello convocó un consejo en Halmstad a donde acudieron él (con doce consejeros daneses) y Carlos (con doce consejeros suecos). En dicha reunión, Cristián reconocía a Carlos como rey de Suecia si este renunciaba a sus derechos de Noruega.
Esta relativa paz no duró demasiado, pues en 1457 estalló una guerra entre Dinamarca y Suecia por la posesión de la isla de Gotland, en esta guerra fue derrotado Carlos, por lo cual, Cristián se coronó como rey de Kalmar ese mismo año, el 29 de septiembre. Fue en este año también cuando nombró a su hijo Juan I de Dinamarca como sucesor al trono de Kalmar.
En 1459 murió Adolfo de Holstein sin herederos, lo que se tradujo en el Tratado de Ribe de 1460, por el cual, el condado de Holstein y el ducado de Schleswig pasaban a ser gobernados por Cristián de Kalmar, y por tanto, se adherían a las posesiones vikingas de Dinamarca, cumpliéndose así las pretensiones de Margarita, 48 años después de su muerte. Aunque Cristián, tuvo que comprometerse a que, no ejercería de rey de Dinamarca en esas posesiones, sino como conde y duque de tales regiones respectivamente, a lo que este aceptó por miedo a que le ocurriese lo mismo que a Erico de Pomerania y a que, si comenzaba conflictos en la península de Jutlandia, Suecia aprovechase para independizarse.
A comienzos de 1460, los problemas financieros del reino, obligaron a Cristián a cobrar nuevos y elevados impuestos en los reinos de Kalmar, lo que en Suecia le ganó el sobrenombre de "el devastador del reino", y en 1463 estalló una revuelta contra su gobierno dirigida por el arzobispo Jöns Bengtsson, quien fue encarcelado, pero la revuelta se generalizó y encrudeció al año siguiente, incluso volvió el rey depuesto Carlos Knutsson (Carlos VIII de Suecia), fue nuevamente derrotado, pero también volvió a coronarse ese año, haciendo perder Suecia a la Unión de Kalmar.
Sin embargo, en 1470, moriría Carlos VIII de Suecia, lo que Cristián de Dinamarca (ya no rey de Kalmar, al perder Suecia) aprovechó para recapturar Suecia para la unión, iniciando la primera guerra sueco-danesa, pero fue derrotado en 1471, en la batalla de Brunkeberg por Sten Sture el Viejo, regente de Suecia en aquel tiempo.
Tras las desastrosas campañas tanto diplomáticas como militares en Suecia, Cristián I de Dinamarca se encontró con una situación económica desastrosa, que intentó paliar con un mayor peso en la diplomacia europea, que le conllevó a hacer viajes bastante costosos con el fin de postularse como un rey conocido ante el emperador, el papado y otros gobernantes.
Durante su gobierno, Noruega perdió las islas Órcadas y las Shetland, no militarmente, sino porque, al no poder dar el dote de su hija al casarse en 1369 con Jacobo III de Escocia, tuvo que dar en su lugar estas posesiones.

#### Juan de Dinamarca
Juan de Dinamarca llegó al trono del reino de Dinamarca en 1481 y en 1483, tras la aprobación del consejo noruego en Halmstad también en rey de Noruega, sucediendo a su padre en el gobierno de lo que quedaba de la Unión de Kalmar. No se convirtió en conde de Holstein debido a que los privilegios que les otorgó Cristián de Dinamarca permitían al condado escoger entre todos los hijos a su sucesor, y estos favorecieron a Federico como conde de Holstein. No obstante, en 1482 se decidió que ambos hermanos serían cogobernantes del condado.
En el tema de Suecia, Juan demostró ser un genio diplomático del mismo calibre o más de su padre, pues hizo un tratado con el Principado de Moscú para que estos atacasen Suecia. En 1493, los moscovitas invadieron Finlandia (que pertenecía a Suecia), la derrota en esta guerra, hizo que los suecos perdiesen confianza en Sten Sture el Viejo lo que se tradujo en que la mayoría de la nobleza sueca apoyase a Juan de Dinamarca, quien entró en 1497 en Suecia con un nutrido ejército, en su mayoría mercenarios alemanes, y se hizo coronar como Juan II de Suecia a finales de 1497 (lo que a su vez lo convertía en rey de Kalmar).
En 1500 se lanzará a la conquista de la región de Dithmarschen (que pertenecía a Holstein, pero actuaba como una república independiente en la práctica) con la intención de adherirla de pleno derecho al reino de Dinamarca, aunque oficialmente se alió con su hermano Federico para tal empresa. La tarea la volvió a encargar a ejércitos formados en su mayoría por mercenarios alemanes. Fueron derrotados después de que los habitantes de Dithmarschen abriesen los diques de costa y destrozasen el campamento del ejército invasor. Esto hizo que Juan perdiera el prestigio militar que había ganado en sus primeras campañas.
Con su prestigio perdido, Suecia ofreció su gobierno nuevamente a Sten Sture, quien lo aceptó e inició la revuelta generalizada de Suecia, que se independizó de la Unión de Kalmar ese año, prácticamente completa, a excepción de Estocolmo, que sería asediada por los rebeldes suecos y finalmente cayó en 1502. Fue el inicio de la conocida como guerra dano-sueca de 1501-1512.
Tras ello, Juan intentó pactar diplomáticamente con los suecos sin ningún resultado, por lo que en 1507 inició una guerra que conllevo a la destrucción de la costa sueca ese año. Noruega también aprovechó para iniciar una revuelta, que fue aplastada por el hijo de Juan en 1508.
Debido al empeoramiento de las relaciones comerciales de Suecia con la Liga Hanseática, está liderada por el gobierno de la ciudad de Lübeck; le declaró la guerra a Dinamarca en 1510, lo que obligó a Juan a abandonar su campaña en Suecia y centrarse en una campaña contra la Liga, la cual fue bastante satisfactoria, definiéndose en varias victorias danesas, las que conllevaron a un tratado de paz en 1512. Fue el fin de la guerra dano-sueca. Al año siguiente fallecería y le sucedería su hijo Cristián.

#### Cristián II de Dinamarca

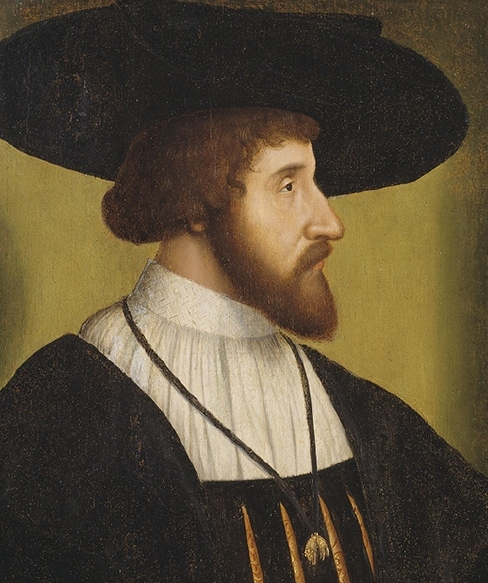
Rey Cristian II de Dinamarca

Cristián II de Dinamarca fue el último rey de la Unión de Kalmar. Sucedió a su padre en el gobierno de Dinamarca, Noruega y Holstein-Schleswig, no sin controversia, pues los nobles daneses quisieron dar la corona a su tío, hermano del anterior rey, Federico, pero su férreo gobierno como correy de Noruega durante el reinado de su padre le valió el reconocimiento como rey.
Durante 1513 y 1514 obtendría todos los títulos de los que gozó por herencia de su padre, tras sus nupcias con Isabel de Austria en 1515 tuvo algunos roces con la familia real austriaca por su relación extramatrimonial con una doncella, pero esto no sería más relevante por la prematura muerte de la doncella en 1517.
También en 1517 estalló una guerra interna en Suecia, entre Sten Sture el Joven (partidario de la Suecia independiente) y el arzobispo Gustavo Trolle (partidario de la Unión de Kalmar), Cristián quiso aprovechar esta situación para conquistar Suecia y reclamar el título de rey de Kalmar. Entró a Suecia con un numeroso ejército para apoyar al arzobispo, pero fue derrotado en la batalla de Brännkyrka.
En 1519, Cristián preparó un ejército aún más numeroso, y con el apoyo del papa León X (quien había excomulgado a Sten Sture y legalizó la guerra) entró nuevamente en Suecia en enero de ese año. Derrotó al ejército sueco en la batalla del hielo de Åsunden, donde el mismo Sten Sture fue herido de muerte.
Derrotó nuevamente a los suecos en la batalla de Tiveden, tras lo cual Cristián se convirtió en dueño de casi toda Suecia, a excepción de Estocolmo; que resistió un asedio hasta comienzos de septiembre. Aunque desde marzo Cristián ya había sido reconocido rey de Suecia, tras dominar Estocolmo, quiso afianzar su dominio en esta zona, que era la más independentista, por lo que acusó de herejía a muchos seguidores de Sten Sture y ordenó su ejecución, lo que acabó conociéndose como el baño de sangre de Estocolmo.
En 1521, el descontento de los suecos provocó que eligiesen a Gustavo Vasa como regente del reino y se rebelasen por enésima vez del dominio danés bajo el marco de la Unión de Kalmar. En esta ocasión, la Liga Hanseática se alió con los rebeldes suecos, ya que estaban descontentos con los daneses por el fortalecimiento de su comercio con los holandeses en detrimento del comercio con ellos.
A esto Cristián tuvo que añadir las tensas relaciones con su tío Federico, y para arreglar la situación, tuvo que renunciar en 1522 a su título de conde de Holstein, título que el emperador Carlos I de España había reconocido oficialmente en 1521.
En 1523 Cristián tuvo que enfrentarse al descontento de los daneses, producido por sus reformas eclesiásticas de 1517 que pusieron a la iglesia de Jutlandia en su contra. Esto acabó conllevando al exilio de Cristián II y al fin de su reinado.

### Desmembramiento de la Unión
En 1523, Gustavo Vasa fue elegido rey de Suecia por el Riksdag, mientras a Cristián II le sucedía su tío Federico I en el trono de Dinamarca.
En este tiempo, Gustavo I de Suecia comenzará la separación definitiva de la Unión de Kalmar del reino de Suecia, mientras Dinamarca comenzaba a sufrir una guerra interna por la pretensión de Cristián II de recuperar su trono.
Es por tanto en este año en el cual se dinamita definitivamente el proyecto de la Unión de Kalmar y comienza una época sangrienta en Escandinavia, preludio de las guerras del Conde y la de los Siete Años.

## Economía
La economía de los reinos que conformaban la Unión de Kalmar se basaba, como todas las naciones de entonces, en el sector primario, con mucho peso de la pesca, más que la agricultura o ganadería, puesto que los territorios eran bastante pobres.
También se afianzaron mucho en el comercio con otras naciones, lo que les llevó a una mejora relativa de su economía. Aunque en especial ganaron mucho peso con el cobro de impuestos y peajes en las distintas zonas marítimas que controlaron.

## Relaciones
La Unión de Kalmar mantuvo relaciones diplomáticas ampliamente con los estados cercanos:
- Sacro Imperio: La cristiandad del reino le mantenía sumiso a las decisiones de los decretos imperiales. Fuera de eso, a partir de Cristián I de Dinamarca las relaciones entre la Unión de Kalmar y el Sacro Imperio se acercaron, apoyando los segundos incluso la anexión de Holstein al reino de Dinamarca.

- Liga Hanseática: Las relaciones comerciales del Báltico influyeron mucho la diplomacia durante estos siglos. De hecho, la mayoría de los enfrentamientos que se produjeron entre la Liga y la Unión fueron derivados de problemas comerciales entre ellos. La Liga Hanseática apoyó a casi todos los contrincantes que tuvo la Unión de Kalmar en sus conflictos armados, como en la guerra dano-hanseática o la guerra dano-sueca en la que la Ciudad Libre de Lübeck apoyó a los separtistas.

- Inglaterra: Erico de Pomerania se casó con Felipa de Inglaterra, aunque ello jamás dirigió a los reinos a una verdadera relación estrecha entre ambos reinos.

- Escocia: La hermana de Juan I de Dinamarca se casó con Jacobo III de Escocia, lo que propició unas buenas relaciones en el mar del Norte, sobre todo mejoró las relaciones comerciales de Noruega y Escocia.

- Holanda: El siglo xv marcó las relaciones comerciales de Escandinavia, pasando de contar casi en exclusiva con la Liga Hanseática a tener a las Provincias Unidas como uno de sus mayores socios comerciales. También comenzarán aquí las relaciones que terminaran con la alianza de estos reinos con las provincias unidas en la guerra de los Treinta Años.

- Principado de Moscú: El rey Juan comenzó las relaciones diplomáticas con este principado a partir de su plan antisueco, tras el cual las relaciones continuaron, aunque no muy asiduamente.

- Principado de Nóvgorod: Este principado mantuvo enfrentamientos periódicos con la Unión de Kalmar en el marco de la supremacía naval en el mar Báltico.

## Ámbito militar
Las fuerzas armadas de la Unión de Kalmar se traducían en sus fuerzas navales, al estilo tradicional de los reinos escandinavos.
Cuando se requerían ejércitos de tierra numerosos, la mayoría de monarcas de Kalmar recurrían a los ejércitos feudales de los señores y, sobre todo, a mercenarios alemanes venidos de los estados del Sacro Imperio Romano Germánico. Esto se debía a que el Ejército Real era muy exiguo.